# روبر مورزو
روبر مورزو (فرانسوی: Robert Murzeau‎؛ ۲۰ ژوئن ۱۹۰۹ – ۸ ژوئیه ۱۹۹۰) بازیگر اهل فرانسه بود.
از فیلم‌ها یا برنامه‌های تلویزیونی که وی در آن نقش داشته‌است، می‌توان به آقای ونسان، مادام دو باری و آتول کا اشاره کرد.